# RABBIT-MAN (アルバム)
『RABBIT-MAN』（ラビットマン）は椎名慶治の1枚目のオリジナルアルバム。2011年6月8日にBEATSISTAからリリースされた。

## 内容
SURFACE解散後、椎名慶治のソロとしては初のフルアルバム（アルバムとしてはミニアルバムを含めて2枚目）である。収録曲には、TBS系『チューボーですよ!』のエンディングテーマにも起用された「いまさら好きだと伝えちゃダメかな？」、SURFACE時代の曲である「WAIT!」のセルフカバーバージョンなどを含む、全12曲が収録されている。
2021年9月15日には、2020年に迎えたソロ活動10周年記念として、同アルバムのリマスター盤がHigh Windからリリースされた。

## 収録曲
1. SPACE RABBIT -from another planet-
約44秒のInstrumental曲。
2. コングラッチュレーションズ。
3. いっこずつ w/ ZERO
ZEROとのユニット作品
4. バレちゃいけない
5. 取り調べマイセルフ
ミニアルバム『I』にも収録されている
6. いまさら好きだと伝えちゃダメかな？
TBS系『チューボーですよ!』エンディング・テーマ
7. RABBIT-MAN
MVがYouTubeで公開されている。
8. WAIT! -transit mix-
SURFACE時代の曲のセルフカバー。
9. CALL
10. いわゆるひとつの愛
11. 声
東北地方太平洋沖地震の影響で被災した方のためにYouTubeでデモテープが公開された[6]。
12. よーいドン
アルバム制作の中で最後に制作された曲であり、唯一震災後に作られた楽曲[6]。

## MV
「取り調べマイセルフ」 - YouTube
「RABBIT-MAN」 - YouTube

## デモ音源
「声」 - YouTube